# Lijst van voetbalinterlands Bulgarije - Spanje (vrouwen)
Deze lijst van voetbalinterlands is een overzicht van alle officiële voetbalinterlands tussen de nationale vrouwenteams van Bulgarije en Spanje. De landen hebben tot nu toe twee keer tegen elkaar gespeeld.

## Wedstrijden
| № | Plaats   | Datum           | Competitie           | Wedstrijd          | Uitslag |
| - | -------- | --------------- | -------------------- | ------------------ | ------- |
| 1 | Sofia    | 11 oktober 1987 | EK 1989 kwalificatie | Bulgarije − Spanje | 1 − 1   |
| 2 | Valencia | 20 maart 1988   | EK 1989 kwalificatie | Spanje − Bulgarije | 1 − 0   |

## Samenvatting
| Competitie      | Totaal gespeeld | Winst Bulgarije | Gelijk | Winst Spanje | Doelsaldo Bulgarije – Spanje |
| --------------- | --------------- | --------------- | ------ | ------------ | ---------------------------- |
| EK-kwalificatie | 2               | 0               | 1      | 1            | 1 − 2                        |
| Totaal          | 2               | 0               | 1      | 1            | 1 − 2                        |